# Przekrój P(p)oznania
Przekrój P(p)oznania – monumentalna rzeźba plenerowa, instalacja przestrzenna zlokalizowana w Poznaniu, na Ostrowiu Tumskim, w ciągu ulicy ks. Ignacego Posadzego.
Instalacja ulokowana została w bezpośrednim sąsiedztwie Rezerwatu Archeologicznego Genius Loci, nad przebiegającą przy nim, brukowaną ulicą i stanowi jego artystyczne uzupełnienie. Nawiązuje formalnie do kształtu istniejących tu (sześć metrów pod poziomem obecnego gruntu) we wczesnym średniowieczu wałów obronnych grodu Mieszka I, czemu poświęcona jest ekspozycja rezerwatu archeologicznego. Konstrukcję wzniesiono z pordzewionej blachy z aplikacjami z dębowego drewna pochodzącego z miejscowych wykopalisk. Nocą jest iluminowana.
Autorem koncepcji jest Łukasz Gruszczyński z Uniwersytetu Artystycznego w Poznaniu. W realizacji pomagali Szymon Knast (panele drewniane) i Tomasz Pokorski (wykonawca). Rzeźbę zbudowano w ramach projektu „Tu się wszystko zaczęło. Ekspozycja świadectw początków państwowości polskiej na Ostrowie Tumskim w Poznaniu” . Dofinansowano ją ze Środków Europejskiego Funduszu Rozwoju Regionalnego.